# Wilhelmseiche
Wilhelmseiche ist ein Wohnplatz im Ortsteil Börgitz der Hansestadt Stendal im Landkreis Stendal in Sachsen-Anhalt.

## Geografie
Die Wohnsiedlung Wilhelmseiche liegt im Westen des Ortsteils Börgitz und etwa einen Kilometer nordöstlich von Uchtspringe. Sie umfasst die Straße Wilhelmseiche sowie Teile der Straßen Lindenweg und Börgitzer Dorfstraße. Der Wohnplatz Wendisch Börgitz und das Dorf Börgitz schließen sich nördlich an.

## Geschichte
Die Backsteinbauten wurde Ende des 19. Jahrhunderts im Auftrag der Landesheilanstalt für die Pfleger der Klinik errichtet. Die Siedlung steht unter Denkmalschutz.

### Eingemeindungen
Im Jahre 1900 wurden von den Gemeindebezirken Börgitz und Staats 214,4 Hektar abgetrennt (darunter Wilhelmseiche), aus denen der selbständige Gutsbezirk Uchtspringe gebildet wurde.
Am 17. Oktober 1928 wurde der Gutsbezirk Uchtspringe in eine Landgemeinde Uchtspringe umgewandelt mit der Maßgabe, dass die bei Börgitz gelegene Exklave Wilhelmseiche mit der Landgemeinde Börgitz vereinigt wird.

## Religion
Die evangelischen Christen sind in die evangelische Kirchengemeinde Börgitz eingepfarrt.